# Juli Modest
Juli Modest (en llatí Julius Modestus) va ser un gramàtic romà del segle i. Era un llibert de Juli Higí (Julius Hyginus), que era alhora un llibert de l'emperador August.
Destacà com a gramàtic i va escriure l'obra titulada Quaestiones Confusae, formada per almenys dos llibres, amb discussions sobre diversos temes gramaticals.